# Strike the Blood
Strike the Blood (яп. ストライク・ザ・ブラッド, укр. Удар крові) — серія ранобе автора Гакуто Мікумо, ілюстратор — Manyako. Манґа-адаптація розпочала серіалізацію у серпні 2012 у журналі Dengeki Daioh видавництва ASCII Media Works. Трансляція аніме стартувала 4 жовтня 2013.

## Сюжет
Події відбуваються в альтернативній реальності, де визнано існування демонів; у Тихому океані існує острів «Ітогамідзіма», де демони — повноцінні громадяни та володіють рівними з людьми правами. Також присутні й люди-маги, які ведуть полювання на них, зокрема, на вампірів. Звичайний японський школяр на ім'я Акацкі Кодзьо з незрозумілої причини перетворився на «чистокровного вампіра», причому він не пам'ятає, як це сталося.
Четвертий Чистокровний — це найсильніший вампір у світі, який має існувати тільки в легендах. І ось він з'явився в Японії. Для спостереження та гіпотетичного у разі небезпеки знищення уряд направляє мага-бійця, Мечницю. З деяких причин для цієї місії обрана молода школярка Хімераґі Юкіна. Володіючи сильним магічним списом Секкаро і надприродними здібностями, Юкіна прибуває у район демонів стежити за Акацукі та вбити його у випадку, якщо той вийде з-під контролю.

## Персонажі
- Коджо Акацукі (16р) (яп. 暁 古城)

Три місяці тому Акацукі був нормальним школярем, поки не став Четвертим Чистокровним. Дівчина Аврора померла у нього на очах, відпустивши з себе вампірську кров. Можливо, вони уклали якийсь контракт. Іноді через запахи чи еротичні речі його вампірська суть прокадаєть, очі стають червоного кольору. Втамовувати спрагу він навчився випиваючи свою власну кров, яка тече через ніс у такиї випадках. Юкіна стверджує, що неможливо для людини випадково стати Чистокровним, але Коджо не може нічого пригадати. Юкіна кровний партнер Коджо. В майбутньому буде донька Рейна.
- Юкіна Хімераґі(14р) (яп. 姫柊 雪菜)

Юкіна — школярка середньої школи, посланий організацією Lion-King для спостереження за 4-м Прародителем, Кодзьо Акацкі. Спочатку вважала, що Кодзьо намагається обдурити її, думаючи, що він не та людина, але коли вона бореться і збирається вбити вампіра, використавши магію в громадському місці, Кодзьо зупиняє її голіруч, що неможливо для звичайного хлопця. Вона призначена спостерігати за ним, тому слідує всюди, і також їй наказано убити його, якщо той збожеволіє чи втратить над собою контроль. В майбутньому буде донька Рейна.
- Нагіса Акацукі (яп. 暁 凪沙)

Наґіса — молодша сестра Коджо. Зазвичай дуже балакуча з людьми, які їй подобаються, в тому числі з Юкіною. Чудово готує, однокласниця Юкіни.
- Нацукі Мінамія (南宮 那月 Minamiya Natsuki?)

Нацукі — вчитель англійської мови Кодзьо і атакуючий маг. Попри твердження, що їй 26 років, вона має вигляд дівчини початкової школі. Вона, як правило, одягнена у готичні сукні. Є однією з небагатьох людей, хто знає те, що Коджо - Четвертий Чистокровний. Коджо постійно називає її «Нацукі-тян» (в укр. перекладі просто Нацукі), але вона у відповідь дає йому ляпаса чи наказує звертатися «сенсей».